# Jean Babelon
Jean Babelon (* 19. Januar 1889 in Paris; † 20. April 1978 ebenda) war ein französischer Numismatiker.
Jean Babelon, Sohn des Numismatikers Ernest Babelon, studierte an der École nationale des chartes und erhielt 1910 sein Diplom als Archivar. 1910 bis 1913 verbrachte er am Institut des hautes études hispaniques in Madrid. Anschließend begann er seine Tätigkeit beim Cabinet des Médailles der Bibliothèque Nationale, das unter der Direktion seines Vaters stand. Von 1937 bis 1961 war er selbst Direktor des Cabinet des Médailles. Sein Forschungsgebiet war vor allem die antike Numismatik.
Sein Sohn ist der Archivar und Historiker Jean-Pierre Babelon.

## Veröffentlichungen (Auswahl)
- Catalogue de monnaies grecques de la collection de Luynes. 4 Bände. Florange u. a., Paris 1924–1936.
- La médaille et les médailleurs. Payot, Paris 1927.
- La Collection de monnaies et médailles de M. Carlos de Beistegui. Les Beaux-Arts, Paris 1934, (Digitalisat).
- Le portrait dans l’antiquité d’après les monnaies. Payot, Paris 1942.
- La numismatique antique (= Que sais-je? 168, ZDB-ID 410249-6). Presses universitaires de France, Paris 1944.
- Portraits en médaille. Alpina, Paris 1946